# Володер (Поповача)
Володер (хорв. Voloder) — населений пункт у Хорватії, у Сисацько-Мославинській жупанії у складі громади Поповача.

## Населення
Населення за даними перепису 2011 року становило 1 871 осіб.
Динаміка чисельності населення поселення:

## Клімат
Середня річна температура становить 11,12 °C, середня максимальна – 25,04 °C, а середня мінімальна – -5,02 °C. Середня річна кількість опадів – 894 мм.
| Клімат поселення                              | Клімат поселення | Клімат поселення | Клімат поселення | Клімат поселення | Клімат поселення | Клімат поселення | Клімат поселення | Клімат поселення | Клімат поселення | Клімат поселення | Клімат поселення | Клімат поселення | Клімат поселення |
| Показник                                      | Січ.             | Лют.             | Бер.             | Квіт.            | Трав.            | Черв.            | Лип.             | Серп.            | Вер.             | Жовт.            | Лист.            | Груд.            |                  |
| Середній максимум, °C                         | 6,60             | 8,44             | 12,52            | 16,92            | 21,80            | 25,04            | 24,23            | 23,74            | 19,73            | 14,84            | 9,35             | 5,26             |                  |
| Середня температура, °C                       | 0,79             | 2,64             | 6,70             | 11,12            | 15,97            | 19,24            | 20,88            | 20,39            | 16,37            | 11,50            | 5,99             | 1,90             |                  |
| Середній мінімум, °C                          | −5,02            | −3,18            | 0,89             | 5,31             | 10,18            | 13,42            | 17,52            | 17,04            | 13,03            | 8,15             | 2,63             | −1,44            |                  |
| Норма опадів, мм                              | 54               | 51               | 60               | 73               | 80               | 94               | 82               | 84               | 79               | 81               | 87               | 69               |                  |
| Середньомісячна швидкість вітру, м/с          | 1.91             | 2.14             | 2.51             | 2.40             | 2.20             | 2.00             | 1.98             | 1.80             | 1.81             | 1.90             | 1.96             | 1.97             |                  |
| Середньомісячна сонячна радіація, кДж/м²·день | 4269             | 7058             | 10784            | 15178            | 19484            | 21462            | 22409            | 19632            | 14559            | 8998             | 4774             | 3470             |                  |
| --------------------------------------------- | ---------------- | ---------------- | ---------------- | ---------------- | ---------------- | ---------------- | ---------------- | ---------------- | ---------------- | ---------------- | ---------------- | ---------------- | ---------------- |
| Джерело:                                      |                  |                  |                  |                  |                  |                  |                  |                  |                  |                  |                  |                  |                  |